# 부천시 소사구 (선거구)
부천시 소사구는 대한민국의 옛 국회의원 선거구이다. 당시 경기도 부천시 소사구 지역을 관할했다.

## 역사
1993년 2월 1일을 기해 부천시 남구가 소사구로 명칭을 변경했다. 이에 대한민국 제15대 국회의원 선거를 앞두고 부천시 남구 선거구가 부천시 소사구 선거구로 개편되었다.
2016년 7월 4일을 기해 부천시가 일반구인 원미구, 소사구, 오정구를 폐지했다. 이에 따라 대한민국 제21대 국회의원 선거를 앞두고 부천시 병 선거구로 개편되었다.

## 역대 국회의원
| 선거   | 정당 | 정당         | 의원   |
| ------ | ---- | ------------ | ------ |
| 1996년 |      | 신한국당     | 김문수 |
| 2000년 |      | 한나라당     | 김문수 |
| 2004년 |      | 한나라당     | 김문수 |
| 2006년 |      | 한나라당     | 차명진 |
| 2008년 |      | 한나라당     | 차명진 |
| 2012년 |      | 민주통합당   | 김상희 |
| 2016년 |      | 더불어민주당 | 김상희 |

## 역대 선거 결과

### 대한민국 제15대 국회의원 선거
|  | 39.19% |

|  | 37.25% |

|  | 16.68% |

|  | 5.62% |

|  | 1.23% |

### 대한민국 제16대 국회의원 선거
|  | 61.62% |

|  | 32.46% |

|  | 5.91% |

### 대한민국 제17대 국회의원 선거
|  | 52.94% |

|  | 39.97% |

|  | 7.08% |

### 2006년 대한민국 재보궐선거
|  | 47.8% |

|  | 30.3% |

|  | 17.8% |

|  | 2.9% |

|  | 1.0% |

### 대한민국 제18대 국회의원 선거
|  | 50.45% |

|  | 36.17% |

|  | 6.16% |

|  | 5.01% |

|  | 1.14% |

|  | 1.05% |

### 대한민국 제19대 국회의원 선거
|  | 51.62% |

|  | 44.58% |

|  | 2.01% |

|  | 1.78% |

### 대한민국 제20대 국회의원 선거
|  | 43.75% |

|  | 36.86% |

|  | 16.99% |

|  | 2.38% |